# Drosophila mucunae
Drosophila mucunae este o specie de muște din genul Drosophila, familia Drosophilidae, descrisă de Toyohi Okada și Carson în anul 1982. Conform Catalogue of Life specia Drosophila mucunae nu are subspecii cunoscute.